# Marignieu
Marignieu är en kommun i departementet Ain i regionen Auvergne-Rhône-Alpes i östra Frankrike. Kommunen ligger  i kantonen Virieu-le-Grand som ligger i arrondissementet Belley. Kommunens areal är 3,55 km². År 2022 hade Marignieu 164 invånare.

## Befolkningsutveckling
Antalet invånare i kommunen Marignieu
Referens: INSEE